# Qeelin
Qeelin er en luksussmykkevirksomhed grundlagt i 2004 i Hongkong af Dennis Chan og Guillaume Brochard. Mærkets produkter trækker på mystiske eller overtroiske symboler, der er dybt forankret i kinesisk kultur. Navnet Qeelin stammer fra qilin (麒麟), en legendarisk hovdyr fra kinesisk mytologi.
Virksomheden har hovedkontor i Hongkong og ejes af den franske luksusgruppe Kering. Christophe Artaux har været administrerende direktør siden 2015, og Dennis Chan har været kreativ direktør siden 2004.